# Палмерова земља
Палмерова Земља је земља која се налази на Антарктичком полуострву. Палмерова Земља је под Британском Антарктичком Територијом. Добила је име по америчком капетану Натанијел Палмер. Налази се на координатама (71°30'S и 065°00'). На сјеверу се граничи са Грахамовом Земљом, а на југу са Елсвортовом Земљом. Источна обала му је веома разрађена, док западна је слабо са само Александровим острвом.
Острво и Палмерову Земљу дијели Пролаз Џорџа VI. Источна обала излази на Ведлијево море.